# زنغيان (غرغان)
زنغيان (بالفارسية: زنگیان) هي قرية تقع في قسم انجيرآب الريفي في إيران. يقدر عدد سكانها بـ 3,810 نسمة .